# Antofagasta (region)
Antofagasta (hiszp. II Región de Antofagasta) – jeden z 16 regionów Chile. Jego stolicą jest portowe miasto Antofagasta położone na pustyni Atacama. Graniczy z dwoma innymi regionami: Tarapacá na północy i Atacama na południu.
Obejmuje trzy prowincje:
- Antofagasta,
- El Loa,
- Tocopilla.

## Działalność gospodarcza
W regionie dominuje głównie górnictwo (59% wszystkich przychodów), a także rybołówstwo.
Główną rzeką jest Loa.